# Ites plagiatus
Ites plagiatus är en skalbaggsart som beskrevs av Waterhouse 1880. Ites plagiatus ingår i släktet Ites och familjen långhorningar. Inga underarter finns listade i Catalogue of Life.